# Владыкина Гора (Московская область)
Влады́кина Гора́ — деревня в Клинском районе Московской области России. Входит в состав сельскому поселению Петровское. Население — 19 чел. (2010).

## Население
| 2002 | 2006 | 2010 |
| ---- | ---- | ---- |
| 22   | ↗26  | ↘19  |

## География
Расположена в центральной части района, на берегу реки Вяз, на автодороге Р107 Клин — Лотошино, примерно в 10 км к западу от города Клина, с которым связана автобусным сообщением. На территории деревни зарегистрировано одно садовое товарищество. Ближайший населённый пункт — город Высоковск.

## История
Деревня Владыкина Гора была зарегистрирована как вновь образованный населённый пункт на территории Петровского сельского округа Клинского района решением Московской областной думы № 8/66 от 27 сентября 1995 года.
С 2006 года — деревня сельского поселения Петровское Клинского района Московской области.